# Gamergate
Gamergate (GamerGate, o #GamerGate per a formar una etiqueta) és el nom donat a una campanya de ciberassetjament a través de l'ús de l'etiqueta #GamerGate que va tenir lloc a partir de l'any 2014 en plataformes com ara Reddit, 4chan o 8chan. S'utilitza com un terme general per a denominar tant la controvèrsia, com la campanya de fustigació, com al moviment que va sorgir al voltant.
A partir d'agost de 2014, els partidaris del Gamergate van atacar a diverses dones en la indústria dels videojocs, incloses les desenvolupadores Zoë Quinn i Brianna Wu, així com a la crítica feminista de mitjans Anita Sarkeesian. Després que Eron Gjoni, l'exparella de Quinn, escrivís una publicació despectiva i demostrada falsa sobre ella, els usuaris de #gamergate van acusar falsament a Quinn de mantenir una relació amb el periodista Nathan Grayson, del lloc Kotaku. La veritat és que aquest periodista mai va ressenyar el videojoc de Zoë Quinn. Les campanyes de fustigació contra Quinn i d'altres van incloure doxing, amenaces de violació i amenaces de mort. Els partidaris de Gamergate van al·legar una col·lusió no ètica entre la premsa i les feministes, els progressistes i els moviments de crítica social. Aquestes preocupacions han estat descartades per diversos comentaristes, com The Washington Post o The Guardian entre altres mitjans, com a teories de conspiració trivials, sense fonament o sense relació amb qüestions reals d'ètica.
Els partidaris del Gamergate es van organitzar de forma anònima o pseudoanónima en plataformes en línia com ara 4chan, Internet Relay Xat, Twitter i Reddit. El Gamergate no té líders oficials, portaveus o manifest. Les declaracions que diuen representar han estat inconsistents i contradictòries, fent difícil que es puguin identificar objectius i motius. Per la qual cosa, el Gamergate ha estat definit sovint per l'assetjament que els seus partidaris van cometre. Aquests últims han negat que l'assetjament tingués lloc o acusen les víctimes de crear-lo.
La controvèrsia ha estat descrita com una manifestació d'una guerra cultural sobre la diversificació cultural, reconeixement artístic i crítica social en els videojocs, i sobre la identitat social dels gamers. Molts partidaris del Gamergate s'oposen al que veuen com una creixent influència del feminisme en la cultura dels videojocs, per això el Gamergate és vist com un cop de la dreta cap al progressisme. Les respostes de la indústria dels videojocs han estat negatives. El Gamergate ha portat a figures dins i fora de la indústria a concentrar-se en millors mètodes per a abordar l'assetjament en línia.

## Esdeveniments
Zoe Quinn, desenvolupadora independent de videojocs, va crear Depression Quest, una novel·la de ficció interactiva, en 2013, com a mitjà per a representar la seva pròpia batalla contra la depressió. A finals de 2013 va cooperar amb Valve per a incorporar el joc dins de la plataforma Steam a través del sistema de Greenlight (un sistema de vots populars). Tal com explica The Escapist, Quinn va afirmar que va ser assetjada després que usuaris anònims del forum d'imatges i d'autoajuda 'Wizardchan' féssin públiques les seves dades privades, amb frases com que "les dones no poden comprendre a ningú amb depressió".

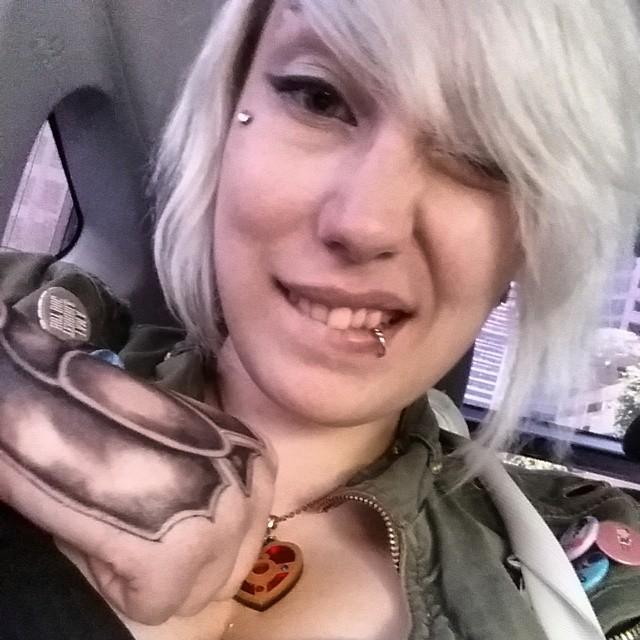
Zoe Quinn, desenvolupadora independent de videojocs, primera i principal víctima de la campanya d'assetjament i amenaces virtuals del GamerGate

Poc després d'incloure Depression Quest a Steam, a l'agost de 2014, l'anterior parella sentimental de Quinn, Eron Gjoni, va escriure un blog afirmant, entre altres coses, que Quinn li havia estat infidel amb Nathan Grayson, articulista de Kotaku. Això va portar a la formació de conjectures infundades per part de la comunitat gamer, al·legant que Grayson havia escrit articles sobre el joc en manera positiva a causa de la seva relació. Stephen Totilo, redactor en cap de Kotaku, va afirmar que la relació havia tingut lloc, però que Grayson no havia escrit cap article sobre Quinn després de començar la relació, ni tampoc sobre el seu joc en cap moment. Aquest incident va portar a major renou en mitjans socials amb falses declaracions sobre que desenvolupadors i periodistes estan excessivament vinculats i que la crítica cultural dels videojocs s'ha orientat de manera significativa a la crítica social. Per part de la gent no involucrada en el Gamergate es va denunciar a aquests atacs cap a Quinn com a misògins i insostenibles.
Phil Fish, desenvolupador del videojoc Fez es va veure involucrat en l'escàndol després de parlar favorablement sobre Quinn i atacar públicament a Wolf Wozniak. Poc després patí un hackeig que féu pública gran part de les seves dades personals i documents privats de la seva companyia, Polytron. Després d'aquests successos va decidir deixar la indústria del videojoc. L'abús també va incloure a Anita Sarkeesian, crítica cultural i feminista. Sarkeesian ja havia declarat haver patit abusos de la comunitat gamer per la seva sèrie Tropes vs. Women in Vídeo Games, que explora problemes sobre el possible sexisme en vídeojocs. Poc després del blog de Gjoni, i coincidint amb la difusió d'un nou episodi de la sèrie (Women as Background, Pt. 2), Sarkeesian va afirmar haver rebut amenaces de mort que la van portar a abandonar la seva llar.
Al mateix temps que tenien lloc aquests esdeveniments, els gamers van usar mitjans socials i llocs com 4chan i Reddit per a debatre sobre això amb forts tints masclistes. El 27 d'agost, l'actor i figura conservadora Adam Baldwin va publicar a través del seu compte de Twitter una sèrie de vídeos amb relació a la controvèrsia de Quinn i Depression Quest, creant en el procés l'etiqueta '#GamerGate', que va començar a ser utilitzat de manera massiva per a la discussió d'aquest i altres temes relacionats.
En alguns casos, els comentaris sobre l'escàndol van ser bloquejats o esborrats en diversos llocs web. Aquests esdeveniments van ser malentesos per membres de la comunitat de jugadors com a censura, culminant en una major difusió de l'escàndol gràcies a l'anomenat efecte Streisand. Aquestes declaracions han estat negades per usuaris de 4chan i altres llocs. La conversa d'IRC que esmenta el caràcter intencional d'assetjament a les víctimes del Gamergate ha estat publicada íntegrament.
Els atacs a Zoe Quinn van incloure doxing (recerca i publicació d'informació personal sobre un individu) i hacking els seus comptes de Tumblr, Dropbox i Skype; també va ser sotmesa a amenaces de violacions i amenaces de mort. La divulgació d'informació personal va obligar a Quinn a fugir de casa seva; va explicar que "no puc anar a casa perquè han estat publicant el meu domicili, sovint amb amenaces associades". També va sofrir amenaces similars Anita Sarkeesian. Brianna Wu, una altra desenvolupadora de jocs independents i cofundadora de l'estudi de videojocs Giant Spacekat, va veure l'adreça de casa seva i més informació personal publicada a 8chan com a represàlia per burlar-se del Gamergate i es va convertir en blanc d'amenaces de violació i mort a Twitter i en altres llocs. Després de contactar amb la policia, Wu va fugir de la seva casa amb el seu espòs, dient que no permetria que les amenaces la intimidessin i que no pensava guardar silenci. L'actriu i gamer Felicia Day va escriure una publicació en el seu blog sobre les seves preocupacions sobre Gamergate i el temor a les represàlies si parlava en contra. Gairebé immediatament, l'adreça de la seva casa i el seu número de telèfon van aparèixer publicades en línia, la qual cosa va portar al fet que rebés cartes i trucades telefòniques amb amenaces. L'actor Wil Wheaton i l'exjugador de la NFL Chris Kluwe també van criticar el Gamergate. Stephen Colbert va qüestionar per què els homes com Kluwe no havien estat amenaçats pel Gamergate, i va assenyalar que "les amenaçades pel Gamergate són gairebé íntegrament dones".

### #NotYourShield
Al principi de la polèmica, un grup d'usuaris de 4chan es van centrar en fer una donació a un grup anomenat The Fine Young Capitalists (TFYC), que s'havia vist involucrat en una disputa amb Quinn per un concurs femení de desenvolupament de jocs que havia organitzat. Per tal de justificar les donacions per ajudar a TFYC a crear el joc, els participants del fòrum polític de 4chan van argumentar que aquestes donacions els donarien "molt bona imatge" i els farien "intocables per les relacions públiques". Per les seves donacions, TFYC va permetre a 4chan crear un personatge per ser inclòs al joc. El resultat va ser "Vivian James", un personatge dissenyat per aparèixer com una jugadora normal; el seu nom vol sonar a "video games" (videojocs). Els colors de la seva dessuadora amb caputxa a ratlles morades i verdes representen un mem viral de 4chan conegut com a "dosi diària", que representa un personatge de l'anime Bola de Drac Z agredint sexualment un altre personatge. Allegra Ringo, de Vice, la va descriure com "un personatge disfressat com una icona feminista amb el propòsit exprés d'escopir a les feministes".
Per respondre a les crítiques generalitzades del Gamergate com a misògina, els participants de 4chan van crear un segon hashtag de Twitter, #NotYourShield, amb la intenció de mostrar que Gamergate no tractava d'oposició al feminisme ni de voler expulsar les dones dels jocs. Molts dels comptes utilitzats per tuitejar l'etiqueta eren titelles que havien copiat els seus avatars d'altres llocs d'Internet; els mètodes utilitzats per crear-lo s'han comparat amb #EndFathersDay, un engany fabricat a 4chan amb mètodes similars. Quinn va dir que, a la llum de l'orientació exclusiva del Gamergate envers les dones o a aquelles que defensaven les dones, "#notyourshield estava, irònicament, dissenyat únicament per ser un escut per a aquesta campanya una vegada que la gent va començar a anomenar-la misògina". Arthur Chu va escriure que l'etiqueta era un intent de dissuadir els aliats de donar suport a les persones atacades pel Gamergate.

## Implicacions socials i culturals
Analistes i investigadors generalment han descrit a Gamergate com a part d'una guerra cultural de llarga durada contra els esforços per diversificar la comunitat de videojocs coneguda com tradicionalment masculina, particularment dirigida a dones que s'animen a opinar fora del corrent dominant. Citen la fustigació freqüent dels partidaris de Gamergate contra les figures femenines en la indústria del videojoc i la seva oberta hostilitat cap a les persones involucrades en la crítica social i l'anàlisi dels videojocs. El Gamergate ha estat descrit com impulsat per ideologies antifeministes i d'idees misògines. Antonsen, Ask i Karlstrom van escriure en el Nordic Journal of Science and Technology Studies "en el cas del #gamergate, l'objectiu explícit de molts dels participants és excloure a grups de persones, particularment dones, del debat i de la indústria dels videojocs i limitar els drets de les dones com a ciutadanes ".
El sexisme i la misogínia havien estat identificats com a problemes en la indústria dels videojocs i la comunitat en línia des d'abans dels esdeveniments de Gamergate. Sarkeesian va considerar que Internet té un "ambient de vestuari masculí", i els usuaris masculins intenten presumir-se mútuament, la qual cosa provoca una escalada de casos d'assetjament en situacions com Gamergate. Al març de 2014, el dissenyador de videojocs Cliff Bleszinski va escriure una publicació en el blog comentant sobre el "racisme latent, l'homofòbia i la misogínia" que existia dins de la comunitat dels jocs en línia.

### Investigació de l'FBI
L'FBI va investigar les amenaces fetes per internet contra Sarkeesian i les altres víctimes del Gamergate. Les recerques, que estaven plenes de problemes jurisdiccionals, es van tancar sense que l'FBI aconseguís identificar als autors d'algunes amenaces i negant-se a enjudiciar-ne d'altres. Els arxius de la seva recerca es van fer públics.

### Coordinació de l'assetjament
Ars Technica va reportar que una sèrie de logs de discussió de 4chan demostra que es van usar comptes falsos de Twitter per a popularitzar el Gamergate. Heron, Belford i Goker, en analitzar els registres, van dir que les primeres discussions de IRC de Gamergate es van centrar en coordinar l'assetjament de Quinn mitjançant l'ús de campanyes de missatges promocionats per a empènyer els atacs i popularitzar-lo. També descriuen com els organitzadors inicials van intentar, deliberadament, elaborar una narrativa palpable per al consum públic dels gamers, mentre que internament se centraven en els rancors personals contra Quinn i en imatges sexuals agressives contra ella i altres dones. Mortensen va escriure a Games and Culture que l'estructura de Gamergate com un eixam anònim li va permetre crear un ambient on qualsevol persona que el critiqués o es convertís en el seu objectiu estava en risc, al mateix temps que els permetia evitar la responsabilitat individual per l'assetjament.
Va haver-hi una discussió considerable sobre l'autocontrol i la responsabilitat dels partidaris de Gamergate d'usar l'etiqueta quan aquesta servia per a l'assetjament. Diversos llocs web van bloquejar usuaris, eliminar publicacions i crear polítiques per a evitar que els seus usuaris amenacessin a Quinn i a altres persones amb doxing, atacs, violació o assassinat, a més de planejar i coordinar aquestes amenaces. El fundador de 4chan, Christopher Poole, va prohibir tota discussió sobre el Gamergate en el lloc a mesura que ocorrien més atacs, la qual cosa va portar als partidaris de Gamergate a utilitzar 8chan com la seva pàgina principal.

## Anàlisi
L'atenció dels mitjans ha estat concentrada en les declaracions d'un caràcter molt personal cap a Quinn i la posterior campanya d'assetjament, vinculant el tema amb les percepcions històriques que la comunitat gamer és sexista i reaccionària. Segons Sarah Kaplan de The Washington Post, "el sexisme en els videojocs és un problema molt documentat, molt debatut però aparentment insoluble" i es va convertir en l'eix de la controvèrsia de #Gamergate. En un article per a "The Guardian", Jenn Frank descriu les tàctiques usades en la campanya d'assetjament, i el clima de por que es va generar arran dels atacs a les dones i els aliats del feminisme. Frank va concloure que aquest ambient abusiu i alienant no sols perjudicaria les dones, sinó també a la indústria en el seu conjunt.

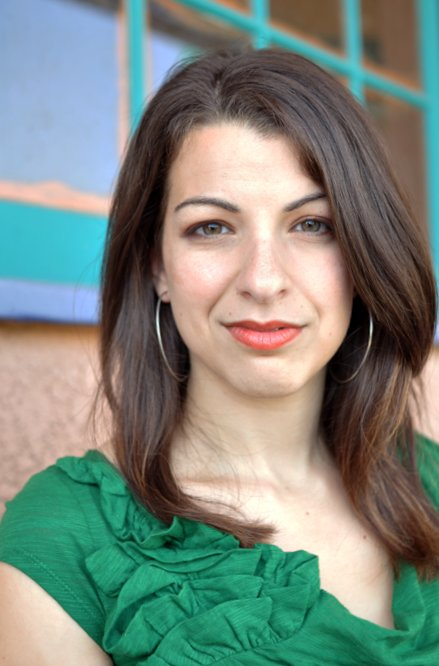
L'activista feminista Anita Sarkeesian rebé fortes amenaces i atacs que la dugueren a canviar de domicili

Investigadors del Berkman Center for Internet & Society de la Universitat Harvard van descriure el Gamergate com una campanya mordaç contra Quinn que ràpidament es va transformar en una més àmplia contra la suposada corrupció en el periodisme de videojocs i que va involucrar abusos i fustigació considerables contra dones i crítics de videojocs. També s'han expressat preocupacions en comparar el comportament dels partidaris del Gamergate amb el seu missatge: la Dra. Kathleen Bartzen Culver, professora i experta en ètica mediàtica en la Universitat de Wisconsin-Madison, va escriure que, mentre els partidaris de Gamergate afirmaven estar interessats en l'ètica periodística, el seu comportament "misogin i amenaçador" desmenteix aquesta afirmació. "Gran part de la conversa -si puc dir-ho així- ha estat un fang tòxic de rumors, invectives i prejudicis de gènere. La ironia prové de que persones que afirmen desafiar l'ètica dels periodistes de videojocs a través d'un comportament clarament poc ètic.
Després d'analitzar una mostra d'aproximadament 2 milions de tuits relacionats amb el Gamergate, Newsweek va concloure que es tractava principalment d'assetjament i no d'ètica, afirmant que la mostra "suggereix que ... contrari al seu objectiu declarat, el Gamergate passa més temps tuitant negativament als desenvolupadors de jocs que als periodistes de videojocs". Ars Technica, en analitzar els registres dels usuaris de 4chan que inicialment van promoure el Gamergate al debat públic, va escriure que l'objectiu rere de la campanya del hashtag era "perpetuar els atacs misògins camuflant-los en un debat sobre ètica en el periodisme de videojocs".
En una entrevista amb Anita Sarkeesian a The Guardian, Jessica Valenti va dir que el mantra del moviment, "es tracta de l'ètica en el periodisme'" va ser vist per uns altres com "una extensió natural de l'assetjament sexista i la por a la invasió femenina en un espai tradicionalment masculí ". Sarkeesian va preguntar, "si aquest 'moviment' era sobre periodisme, per què els periodistes no van haver de bregar amb un al·luvió d'amenaces de violacions i amenaces de mort?". Escrivint a Vox Media, Todd VanDerWerff va dir que "cada qüestió d'ètica periodística que ha plantejat Gamergate ha estat desacreditada o tractada". De la mateixa manera, Leigh Alexander, llavors editora general de Gamasutra, va descriure les preocupacions ètiques com profundament sinceres però basades en teories de conspiració, dient que no hi ha res de poc ètic en què els periodistes coneguin als que cobreixen i que la informació significativa requereixi que els periodistes desenvolupin relacions professionals amb les fonts.
El Gamergate ha estat criticat per centrar-se en les dones, especialment les desenvolupadores, sense tenir en compte moltes qüestions d'ètica periodística a gran escala. Alex Goldman, de NPR On the Media, va criticar el Gamergate per apuntar a les productores independents indies en lloc dels desenvolupadors AAA, i va dir que les afirmacions de comportament antiètic de Quinn i Sarkeesian mancaven de fonament. A Wired, Laura Hudson va considerar com a prova contundent de la misogínia dels partidaris del Gamergate el fet que es van concentrar en desenvolupadors i crítics independents i, gairebé exclusivament, en dones, en lloc de les grans companyies de videojocs el treball dels quals gaudeixen.
L'escriptor per a Vox Media Todd VanDerWerff va compartir un assaig escrit pel desenvolupador de jocs David Hill on explicava que aquest creia que el #GamerGate podria haver estat útil, però que estava dirigit contra les persones equivocades. Hill va escriure que els periodistes dels videojocs odiaven el nepotisme i com la indústria, particularment els desenvolupadors AAA, tracten al periodisme dels videojocs més com a màrqueting que com a crítics. Hill va escriure: "volem enfocar aquestes obres com a obres d'art, i no simplement com el pròxim èxit o fracàs. Però això és impossible a gran escala. A causa d'aquesta corrupció, a causa de la comercialització de tot això." A més, va afegir que això no excusa al moviment #GamerGate de les campanyes d'assetjament virtual i amenaces als desenvolupadors independents com Quinn o Phil Fish, i que el moviment hauria d'haver apuntat cap a la publicitat de les empreses AAA si de debò li interessava canviar la indústria. Un moviment anterior havia apuntat cap a publicacions de videojocs però no va tenir tracció.
Els partidaris dretans del #GamerGate també han expressat la seva preocupació quant a l'ús dels videojocs per a presentar crítica cultural i que això els allunyi d'una forma d'entreteniment i art. En els últims anys, els videojocs han arribat a ser acceptats com a obres d'art per mitjans de comunicació, i diversos jocs estan dissenyats per a crear una resposta emocional en el jugador. Aquests tipus de jocs s'han tornat més comuns en el desenvolupament independent de videojocs, que permet als desenvolupadors publicar jocs sense la interferència d'una gran marca que, en cas contrari, no hauria publicat tals títols. Alguns partidaris creuen que existeixen videojocs dissenyats per a impulsar una agenda política, cosa que mai s'ha comprovat. Los Angeles Times cita a dos partidaris del Gamergate declarant "si us plau, podem separar les agendes polítiques dels videojocs? L'entreteniment pretén estar el més allunyat possible de la política", i "estaria bé que la indústria dels videojocs/la premsa dels videojocs se centrés solament en... videojocs per sobre de la política". Atribuint la controvèrsia a un conflicte entre alguns fans tradicionals dels videojocs i la naturalesa cada vegada més diversa de la indústria, Leigh Alexander diu que la maduresa i la naturalesa cada vegada més mediàtica dels videojocs obre el gènere a noves perspectives i crítiques culturals més establertes. Alexander també diu que hi ha espai tant per a "jocs com producte" com per a "jocs com a cultura" en la indústria.
Referent a això, diversos periodistes han assenyalat que els canvis en el mercat de vídeojocs i el seu lloc en el futur estan desafiant la identitat percebuda del gamer ordinari i antiquat, conduint a diversos individus a suggerir que el #GamerGate podria ser la "mort del gamer. Fins al voltant de 2013, els joves adults han dominat el mercat del consum de videojocs. En informes publicats per l'Associació del Programari d'Entreteniment basat en vendes minoristes, la proporció de jugadores de videojocs és al voltant del 45% en 2013, i 48% en 2014. Aquests estudis també han ressaltat la tendència de jugadores majors per sobre de jugadors joves per la popularitat del mercat del joc casual i els jocs per a mòbils. Aquests han conduït als productors a reconsiderar el seu objecte demogràfic per als seus títols i a acomodar-los per a les diferències de gènere i edat cada vegada majors, i a canviar el significat de la paraula "gamer". VanDerWerff assenyala que arran del #GamerGate "Molts dels partidaris no volen que el terme "gamer" desaparegui, però volen que aquest terme sigui el menys inclusiu possible".

### Assetjament en xarxes socials
Mentre s'organitzava a través de taulers de missatgeria anònima com 4chan i Reddit, l'assetjament del Gamergate era més prominent en la xarxa social Twitter. Michael Salter, criminòleg de la Universitat de Western Sydney, va escriure que el disseny i l'arquitectura de Twitter van ser «altament propicis» per a tals campanyes d'abús, permetent als partidaris del Gamergate superar la capacitat dels usuaris de bloquejar individualment les grans quantitats de comptes falsos o sockpuppet utilitzades per a enviar missatges abusius i assetjadors.
Twitter va ser criticat per la seva incapacitat per a respondre ràpidament i evitar l'assetjament. Dins dels Estats Units, Twitter i altres llocs de xarxes socials no són responsables del contingut publicat per tercers en el seu servei sota la Secció 230 de la Communications Decency Act (1996) i, per tant, no tenen l'obligació legal de controlar contingut maliciós com a fustigació i amenaces. Brianna Wu, poc després de convertir-se en blanc de fustigació, va afirmar que Twitter va facilitar l'assetjament per la facilitat amb la qual qualsevol podia crear un compte nou fins i tot després que s'hagués bloquejat un compte anterior, i va desafiar al servei a millorar la seva receptivitat a les queixes. Robinson Meyer, de The Atlantic, va dir que el Gamergate va suposar una «crisi d'identitat» per a Twitter i que, al no tractar amb l'assetjament que sofreixen els usuaris, Twitter no protegeix a les víctimes.
Al principi del Gamergate, el desenvolupador de programari Randi Harper va començar el «Good Game Acte Blocker» o «ggautoblocker», una llista de comptes coneguts de Twitter que estaven vinculats a l'etiqueta #Gamergate que podria bloquejar-se automàticament, reduint així el grau d'assetjament rebut. Al novembre de 2014, Twitter va anunciar una col·laboració amb el grup sense ànim de lucre Women, Action & the Media (WAM), en el qual els usuaris de Twitter poden denunciar l'assetjament a una eina monitorada per membres de WAM, que enviarien missatges confirmats a Twitter dins de 24 hores. La mesura, que va sorgir arran de l'assetjament del Gamergate, es va deure a problemes generals d'assetjament a dones a Internet. Al maig de 2015, WAM va informar que de 512 casos de fustigació denunciats per l'eina durant el mes de novembre de 2014, el 12 % d'ells estaven relacionats amb la controvèrsia del Gamergate basada en la llista ggautoblocker, i la major part de l'assetjament provenia de comptes d'instància única dirigides a una sola persona.

## Respostes
Segons Erik Kain, escriptor de Forbes, el moviment #GamerGate està impulsat per una reacció antifeminista contra la creixent diversitat de veus en la crítica cultural dels videojocs. "Tot es redueix al fet que molta gent se sent molesta perquè l'espai dels videojocs ha estat tan fortament polititzada per una inclinació esquerrana i impulsada pel feminisme," va dir.
Escrivint per a Time Magazine, Leigh Alexander descriu la campanya com a sincera però basada en teories de conspiració estrafolàries afirmant que no hi ha res poc ètic o inadequat en què periodistes siguin amics o coneguts d'aquells dels quals fan reportatges. "Certament aquests activistes entenen que qualsevol reportatge significatiu sobre qualsevol cosa comporta la confiança i l'amistat de gent interna."
L'assetjament en línia de Quinn i les amenaces de mort contra Sarkeesian van incitar a una carta oberta a la comunitat de gamers de part del desenvolupador independent Andreas Zecher, qui va exhortar a la comunitat a prendre una posició pública contra els atacs. Posteriorment la carta va atreure a les signatures d'uns 2 mil desenvolupadors independents i periodistes dins de la indústria del joc. Una petició similar, cridant a "parar l'odi" i demanant que "desenvolupadors indie, desenvolupadors AAA i altres persones a deixessin marcats a jugadors com "neckbearded", misògins, alimentats per odi, ignorants, homofòbics i idiotes". La petició ha rebut més de 9.000 signatures dels jugadors i els desenvolupadors de jocs.
Grups de premsa de videojocs com ara Polygon, PCgamer i Kotaku han canviat les seves polítiques de desglossament i de conflictes d'interès, incloent la prohibició als seus escriptors a donar suport a qualsevol desenvolupador de videojocs a través de Patreon, mentre The Escapist i Destructoid van revisar les seves polítiques ètiques. Cal recordar que, al final, cap de les acusacions que els partidaris de el Gamergate van sostenir va ser provada, sent totes desmentides.

### Reacció de la indústria
La Electronic Frontier Foundation va mostrar el Gamergate com un seriós problema per ser un "imant per a l'assetjament", i va assenyalar el possible risc financer per a les empreses que l'aborden en les plataformes de xarxes socials, alhora que va indicar les dificultats de bregar amb l'assetjament en línia, proposant solucions sobre aquest tema. La Entertainment Software Association (ESA) va emetre una declaració condemnant l'assetjament, afirmant que "no hi ha lloc en la comunitat dels videojocs -o la nostra societat- per a atacs personals i amenaces". En la BlizzCon 2014, el president i cofundador de Blizzard Entertainment, Mike Morhaime, va denunciar el recent assetjament; culpant a un "petit grup de persones [que] han estat fent coses realment horribles" i "tacant la nostra reputació" com a jugadors. Va cridar els assistents a tractar-se amb amabilitat i demostrar-li al món que la comunitat rebutja l'assetjament. Les seves declaracions van ser àmpliament interpretades com a referències a Gamergate. Els directors generals de les filials estatunidenca i europea de Sony Computer Entertainment, Shawn Layden i Jim Ryan, respectivament, van dir que l'assetjament i la intimidació eren absolutament horribles i que aquest comportament inapropiat no seria tolerat a Sony. Diverses empreses de videojocs sueques van emetre un comunicat denunciant l'assetjament i el sexisme dels partidaris de Gamergate.
Les respostes al Gamergate han provocat que la indústria dels videojocs revisi el seu tractament de les dones i les minories, i faci canvis per a recolzar-les. Intel, després de la seva participació accidental en el Gamergate, va prometre més de 300 milions de dòlars per a ajudar a donar suport a un programa de "Diversitat en la tecnologia" amb diversos socis, inclosa l'organització de Feminist Frequency de Sarkeesian i la IGDA, destinada a augmentar el nombre de dones i minories en la indústria. El CEO d'Intel, Brian Krzanich, va declarar en anunciar el programa que "no és prou bo com per a dir que valorem la diversitat i que la nostra indústria no representi plenament". Peter Moore, el cap d'operacions de Electronic Arts (EA), va dir que la controvèrsia va fer que EA prestés més atenció a la diversitat i la inclusió, i li va dir a Fortune "[si] hi ha hagut algun benefici per a Gamergate, ... crec que ens fa pensar dues vegades", la qual cosa va fer que diversos projectes de l'empresa veiessin incrementada la presència de dones en els equips de treball.

## Reaccions davant l'assetjament virtual
Al gener de 2015, Quinn i Alex Lifschitz van crear Crash Override Network, un grup privat d'experts que brinden suport i assessoria gratuïta als qui han estat assetjats en línia. A més va ser fundat per a treballar amb autoritats legals i xarxes socials en resposta a tals amenaces. La desenvolupadora de programari Randi Harper va fundar un grup similar, l'Online Abuse Prevention Initiative, una organització sense anim de lucre que també busca brindar ajuda als assetjats en línia. Totes dues organitzacions treballen juntes.
Anita Sarkeesian va ser nomenada en la llista de la revista Time de les 30 persones més influents en Internet al març de 2015, i més tard en la llista de les 100 persones més influents de 2015 de la revista, citant el seu paper a ressaltar el sexisme en la comunitat dels videojocs arran del Gamergate.
L'any 2016, en el context del Women's History Month (Mes de la Història de la Dona) el president dels Estats Units Barack Obama va dir que "Sabem que les videojugadores s'enfronten a la fustigació i l'assetjament i amenaces de violència d'altres jugadors. Quan parlen de les seves experiències, són atacats a Twitter i altres xarxes socials, fins i tot amenaçades en les seves llars". Obama va instar a les dones víctimes de fustigació a parlar, elogiant el coratge d'aquelles que s'havien resistit a l'assetjament en línia. "I el que ha tret a la llum aquests problemes és que hi ha moltes dones, especialment dones joves, que parlen valentament sobre les seves experiències, fins i tot quan saben que seran atacades per això".

### Representació en la televisió i documentals
Intimidation Game, un episodi de la 16a temporada de la sèrie de televisió Law & Order: Special Victims Unit, emès al febrer de 2015, retratava una versió fictícia de la controvèrsia de Gamergate, incloent un personatge que alguns observadors van dir que s'assemblava a Sarkeesian i la història dels quals semblava basada en les de dones subjectes a la campanya d'assetjament.
El documental GTFO 2015 va analitzar temes de sexisme i assetjament en els videojocs. La directora de la pel·lícula, Shannon Sun-Higginson, va afirmar que el Gamergate va ser "una cosa terrible i terrible, però en realitat és simptomàtic d'un problema sistèmic més ampli i cultural".
La situació del Gamergate es va cobrir com a part d'un tema més ampli d'assetjament en línia a les dones en l'episodi del 21 de juny de 2015 de Last Week Tonight amb John Oliver.
L'impacte de la controvèrsia del Gamergate sobre Brianna Wu va ser el tema de l'episodi del 16 de març de 2016 de The Internet Ruined My Life.